# Brudzice (gmina)
Brudzice (od 1973 Lgota Wielka) – dawna gmina wiejska istniejąca do 1954 roku w woj. łódzkim. Przed wojną siedzibą władz gminy były Brudzice, a po wojnie Lgota Wielka.
W okresie międzywojennym gmina Brudzice należała do powiatu radomszczańskiego w woj. łódzkim. Po wojnie gmina zachowała przynależność administracyjną. Według stanu z dnia 1 lipca 1952 roku gmina składała się z 15 gromad: Aleksandrów, Bieliki, Bogumiłów, Brudzice, Chorzenice, Dąbrówka Lgocka, Faustynów, Janów, Karolów, Krzywanice, Lgota Wielka, Marcinów, Wiewiórów Prywatny, Wiewiórów Szlachecki i Wola Blakowa. 1 stycznia 1954 roku z gminy Brudzice wyłączono część obszaru (gromady Aleksandrów, Bogumiłów, Faustynów i Karolów) i włączono ją do gminy Chabielice w powiecie piotrkowskim.
Jednostka została zniesiona 29 września 1954 roku wraz z reformą wprowadzającą gromady w miejsce gmin. Po reaktywowaniu gmin z dniem 1 stycznia 1973 roku gminy Brudzice nie przywrócono, utworzono natomiast jej terytorialny odpowiednik, gminę Lgota Wielka.